# NYJ1型柴油动车组
NYJ1型柴油动车组是中国铁路的柴油动车组车型之一，采用动力集中式，由四方机车车辆厂及长春客车厂设计生产。

## 发展历史
1990年代末期开始，为了提高列车运行速度，以适应城市间短途旅行的需要，中国开始研制柴油动车组。按照铁道部科技司发展计划，唐山机车车辆厂研制了NZJ型庐山号双层柴油动车组，而四方机车车辆厂也研制了NYJ1型柴油动车组与之竞争。

### 南昌铁路局
首列NYJ1型动车组在1998年4月12日通过了铁道部技术设计审查，1998年12月完成试制，1999年2月配属南昌铁路局，2月14日开始在南昌－景德镇间投入运营，命名为“九江号”。第二列NYJ1型动车组于1999年3月在南昌－玉山间投入运营，两列列车车号NYJ1-4001～NYJ1-4002。由于在实际运用中NYJ1型动车组的表现相对比唐车的NZJ型动车组更可靠，令NYJ1型动车组相继受到其他铁路局的青睐，但其总体可靠性仍然不足。
2012年8月，南昌铁路局通过中国铁路采购网在网上发布了报废车辆招标公告，出售已报废的两组NYJ1型柴油动车组的共四辆动力车。

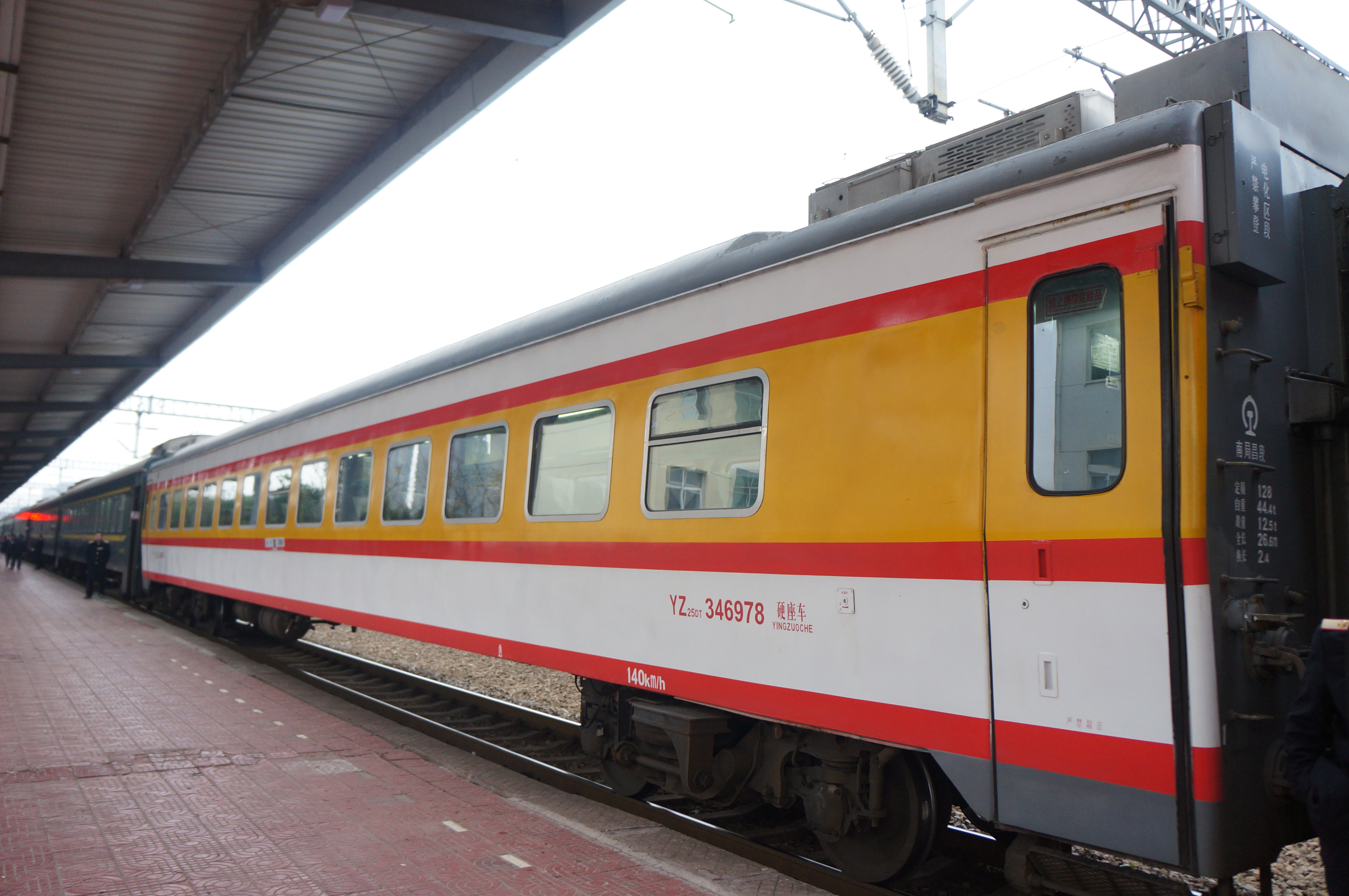
拆解后的“九江号”车厢停靠在进贤站
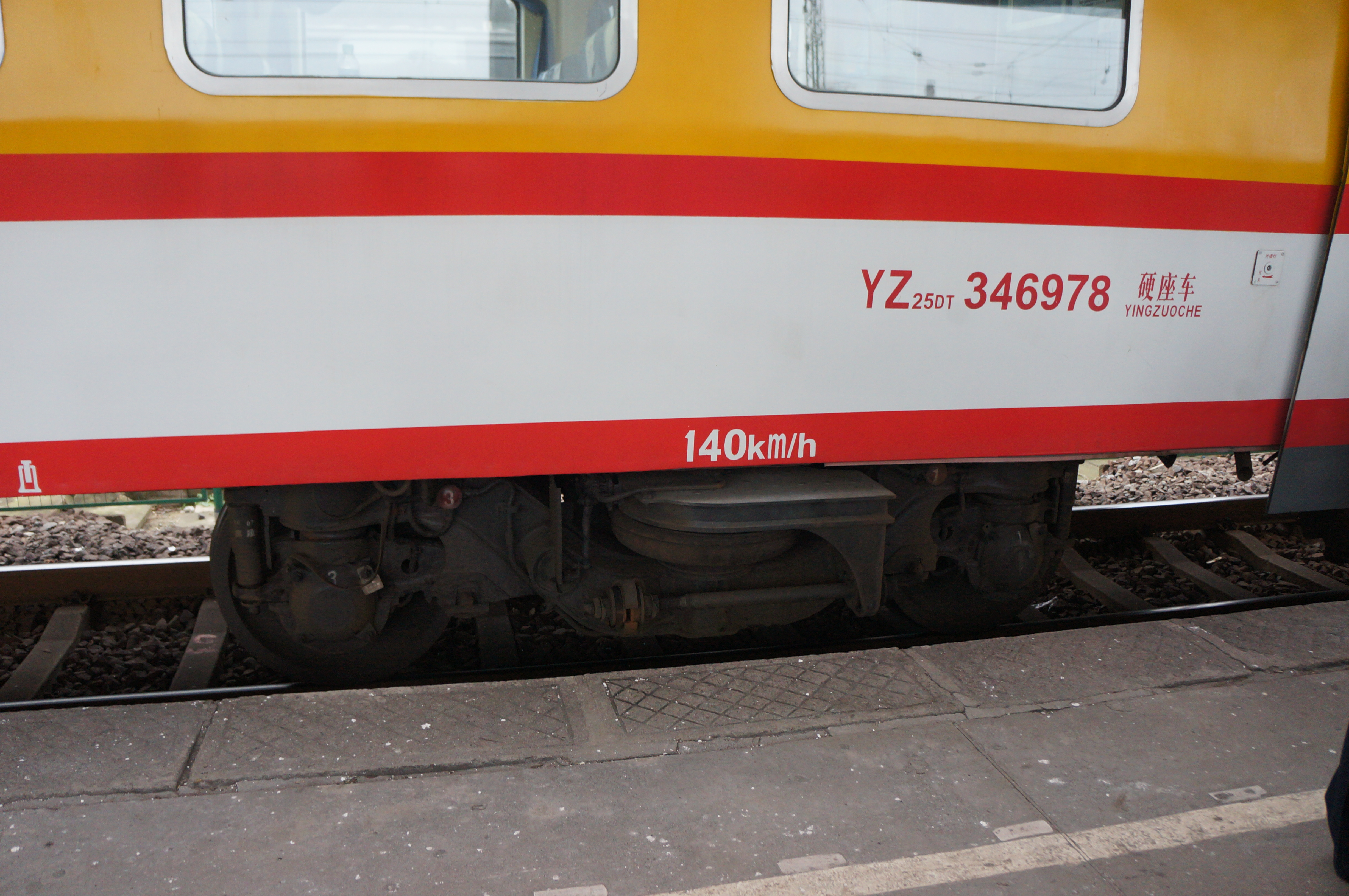
“九江号”列车转向架
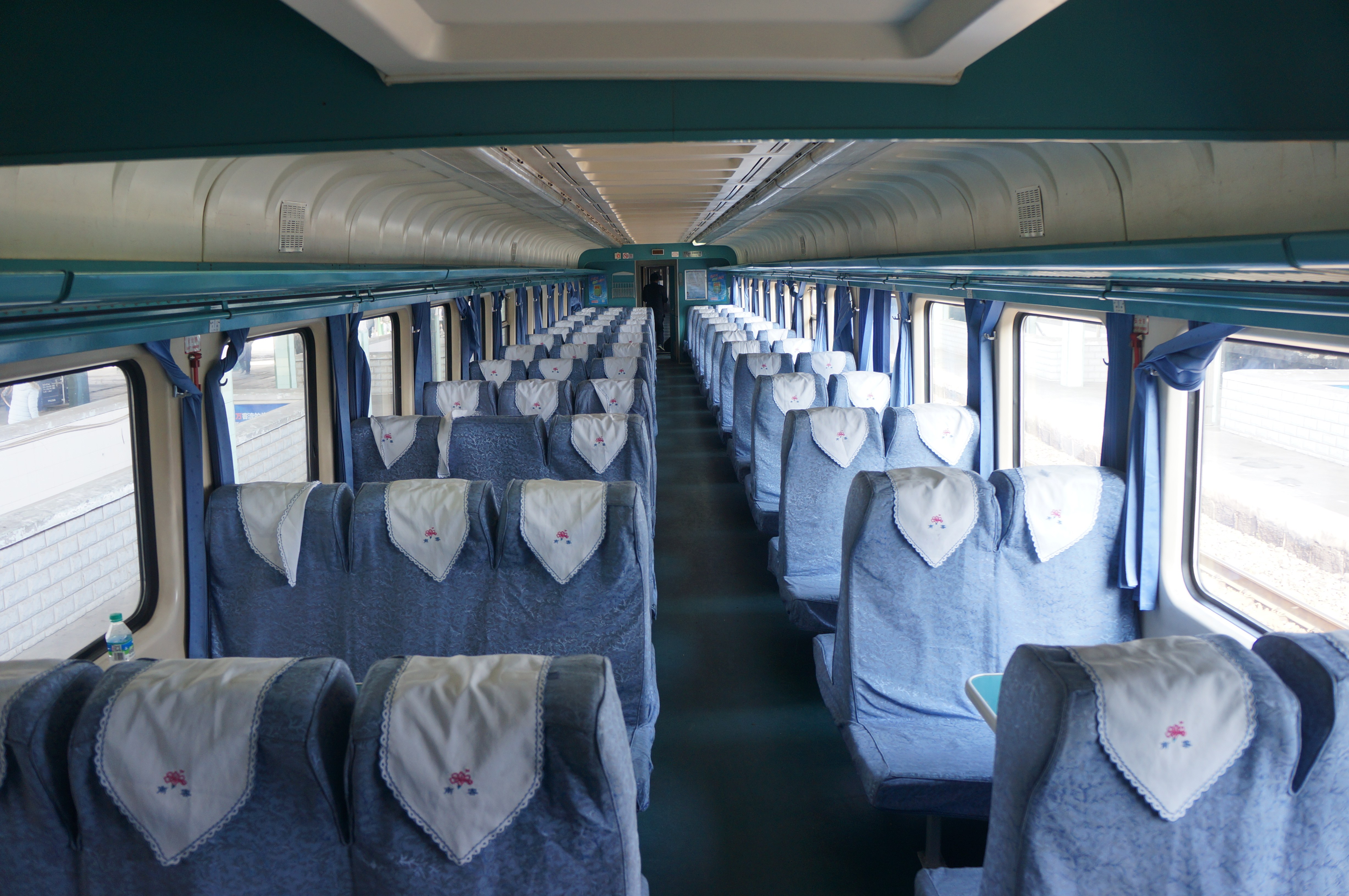
“九江号”列车内饰

### 哈尔滨铁路局
在1999年秋季，哈尔滨铁路局也订购4列，车号NYJ1-4003～NYJ1-4006，列车命名为“北亚号”，其中首两列由四方机车车辆厂生产，采用蓝色、白色车身涂装，另外两列交由长春客车厂制造，采用红色、银色车身色彩。为适应东北地区冬季严寒气候，列车设计经过抗寒改进。1999年末北亚号列车开始在哈尔滨至齐齐哈尔、牡丹江、佳木斯、绥芬河各地往返，当时车次为D81～D88次。2004年10月，哈尔滨铁路局大力宣传客运新产品——哈牡、哈佳一站直达快车，北亚号以3小时58分完成哈尔滨—牡丹江的355公里路程；或以4小时58分完成哈尔滨—佳木斯的507公里路程，平均时速达102公里。四列北亚号列车的动力车于2011年停止使用，余下的车厢均被改为普通车厢使用。

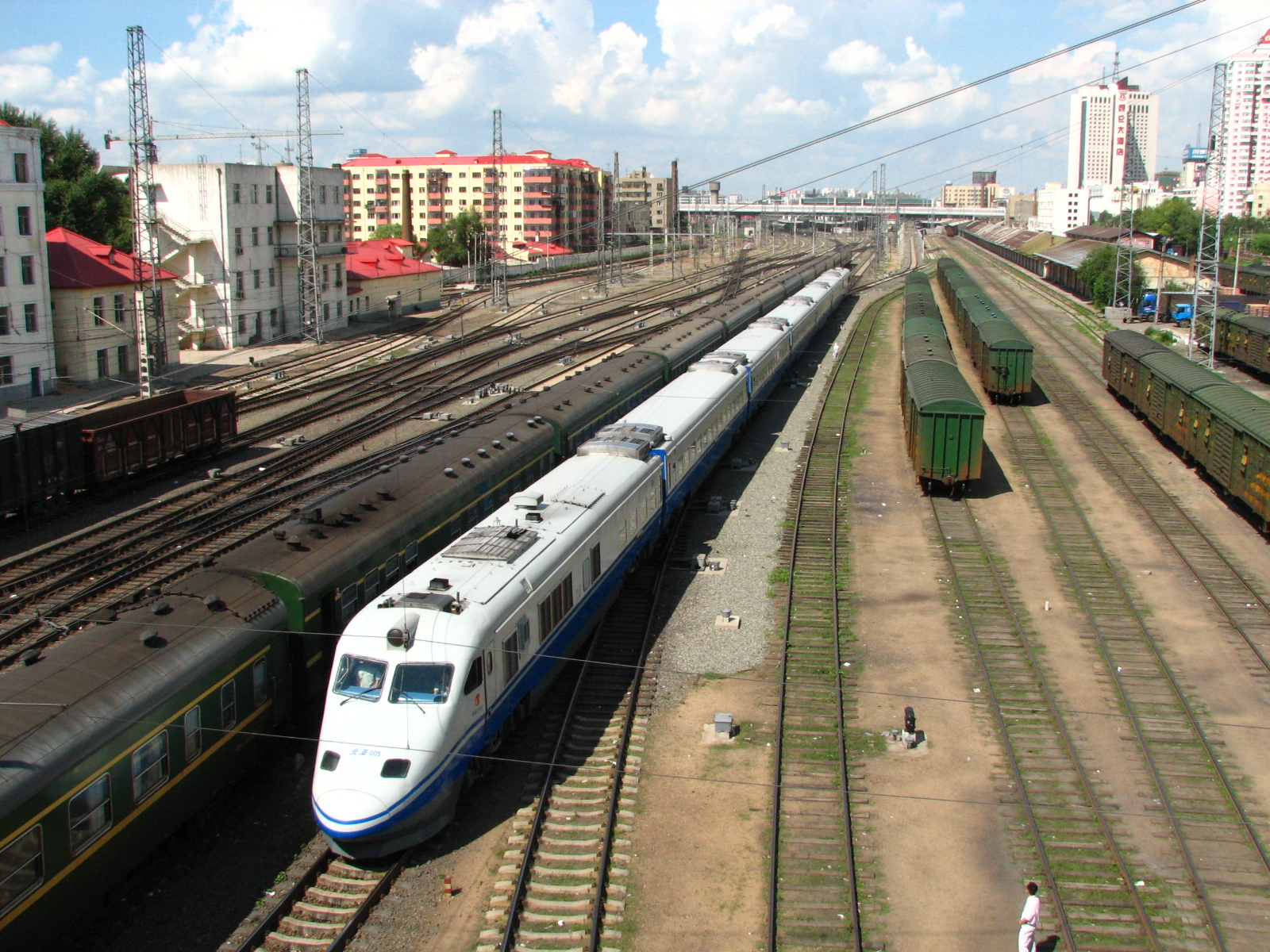
停靠在哈尔滨站附近的“北亚”NYJ1-4005号列车，2006年
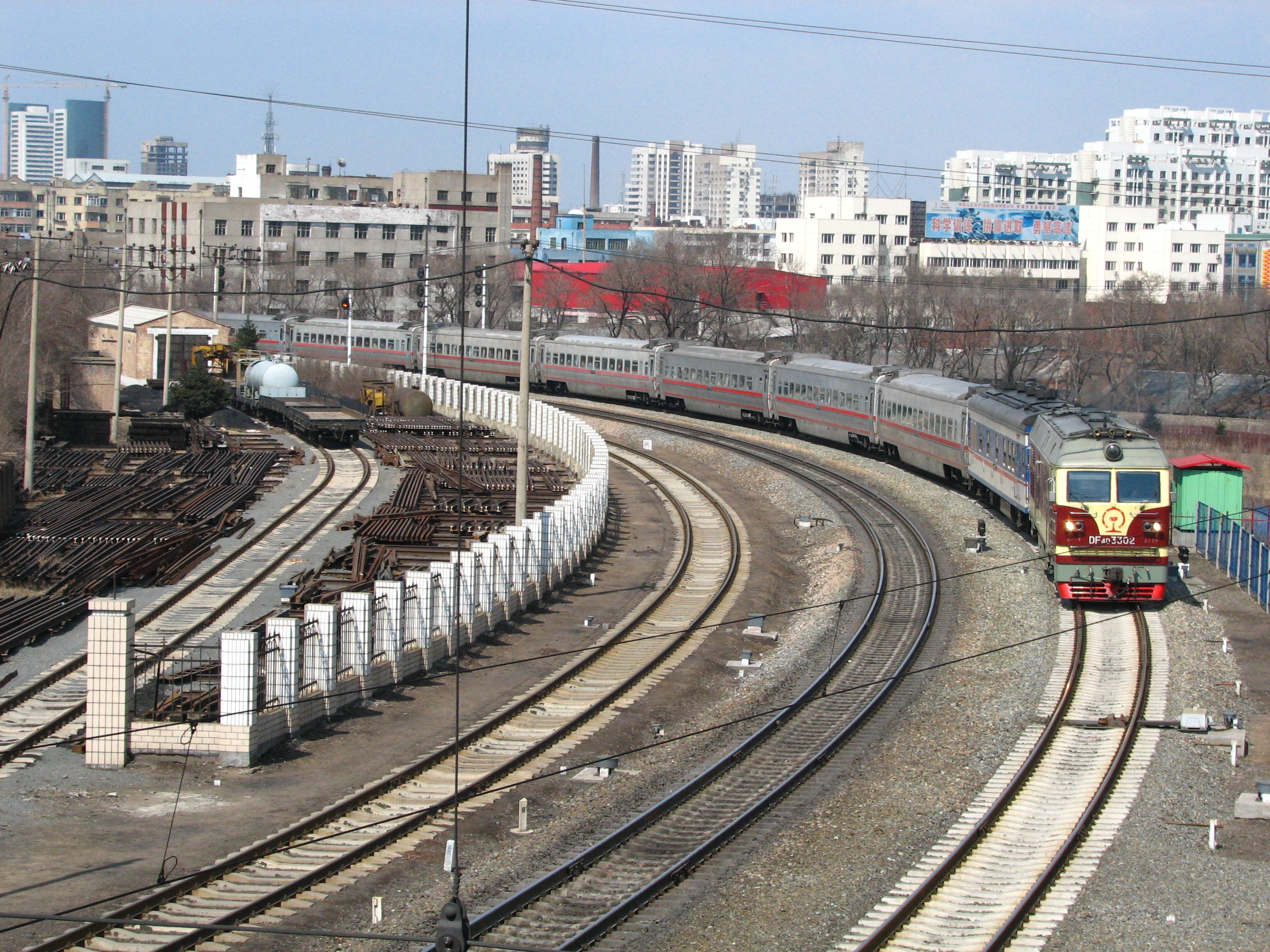
编入普通列车的NYJ动车组车厢，2007年

### 集通铁路
2000年，内蒙古集通铁路有限责任公司为运营集通铁路订购了一列，车号NYJ1-4010。后来又增购了2列，车号NYJ1-4013～NYJ1-4014。
2000年7月1日，集通铁路大板至呼和浩特的998次旅游动车组开行，2001年集通铁路傲都旅行社与巴林右旗艺林罕露（矿泉水）有限责任公司合作，将动车组冠名为“罕露号”。2002年8月1日，随着锡桑铁路（锡林浩特—桑根达莱，集通铁路支线）的开通运营，“罕露号”动车组被调整到锡桑线开行锡林浩特至呼和浩特的998次旅客列车。2003年9月10日，集通铁路开行了通辽至呼和浩特的K502次动车组。2007年8月16日，经全国人大常委会副委员长乌云其木格题词的“草原巾帼号”动车组在呼和浩特火车站正式挂牌。2009年，集通铁路使用25G型客车代替NYJ1型动车组。

### 太原铁路局
北京铁路局太原铁路分局和临汾铁路分局也各订购了一列，车号NYJ1-4008～NYJ1-4009，命名称为“晋龙号”，2001年8月1日起在太原—临汾—运城间投入运营。2006年5月，晋龙号在运行了6年、里程达140多万公里之后，返回青岛四方机车车辆厂进行大修。两组晋龙号曾运行太原至运城、永济的旅客列车，于2010年停运，其动力车报废，余下的车厢均被改为普通车厢使用。

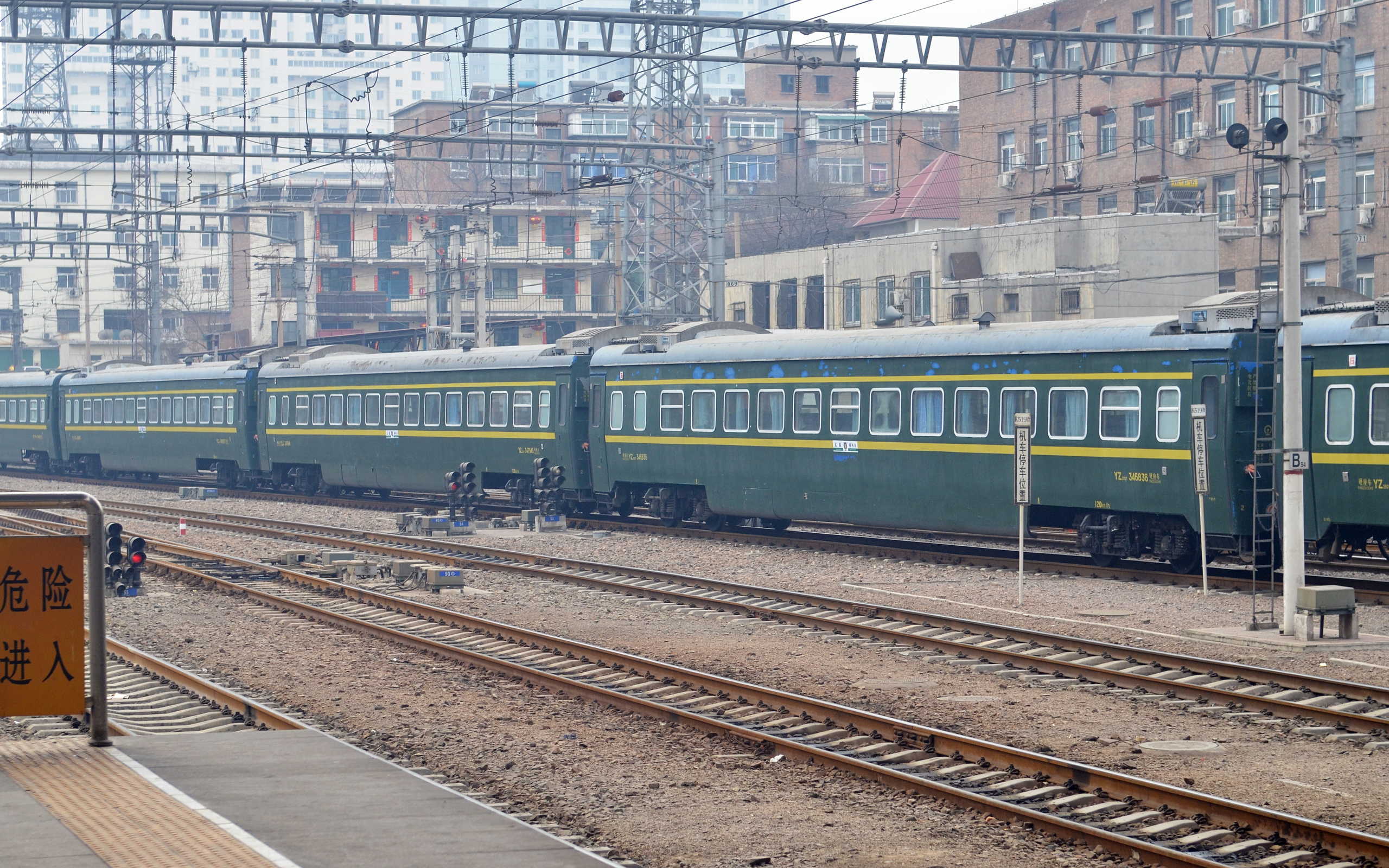
太原铁路局“晋龙号”停运后，动力车报废，余下25DT车厢改为普通客车车厢使用。
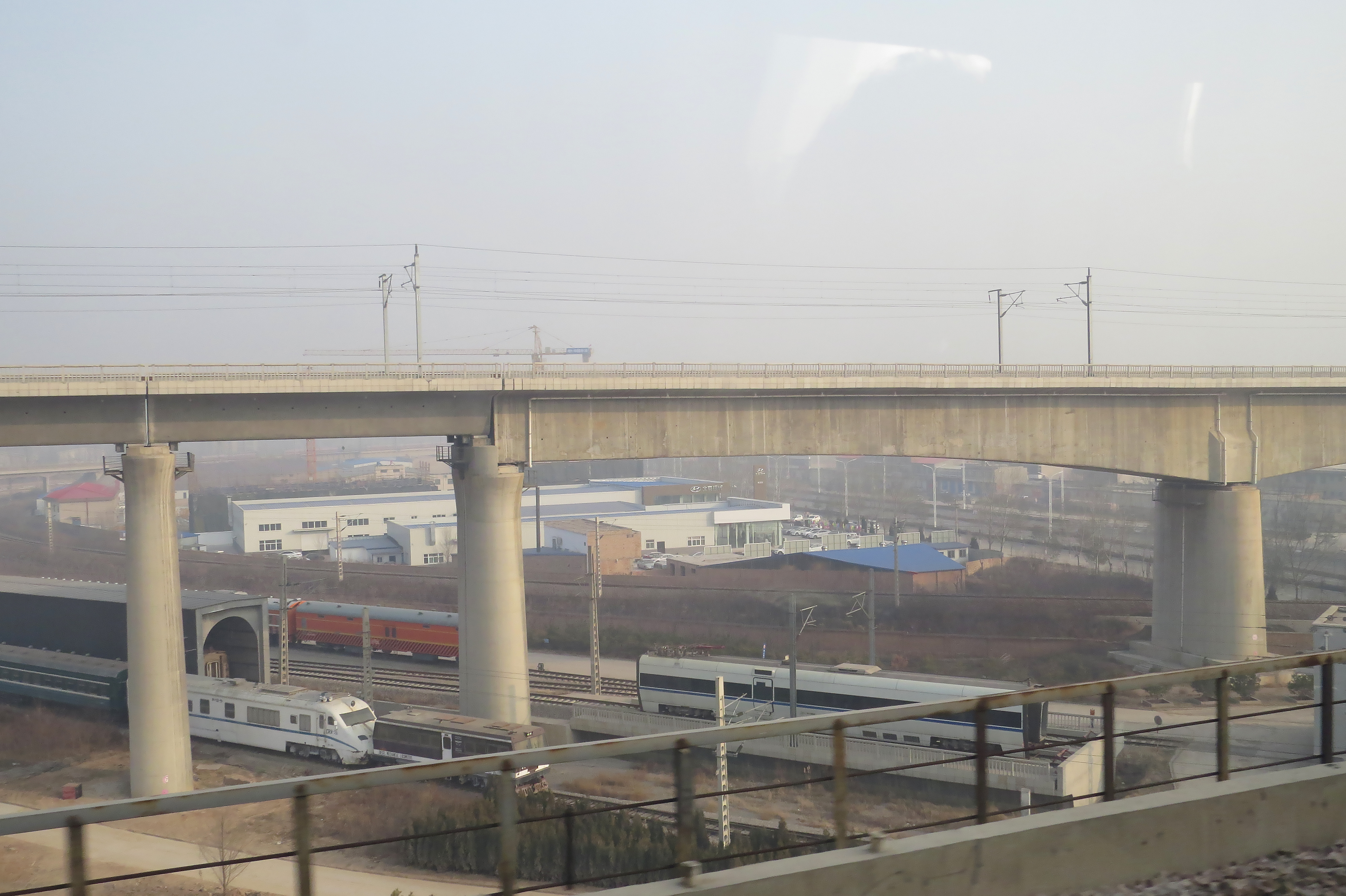
“晋龙号”柴聯車的其中一节动力车目前置密封的于太原铁路局鸣李救援基地。

### 广西沿海铁路
广西沿海铁路公司订购了一列，车号NYJ1-4011，命名为“北海号”，在南宁－北海间运营。车次为K9320/K9319次。2012年6月10日，北海号最后一次营运。此后，被一列由东风4DF牵引的25G硬座车所代替，车次不变。

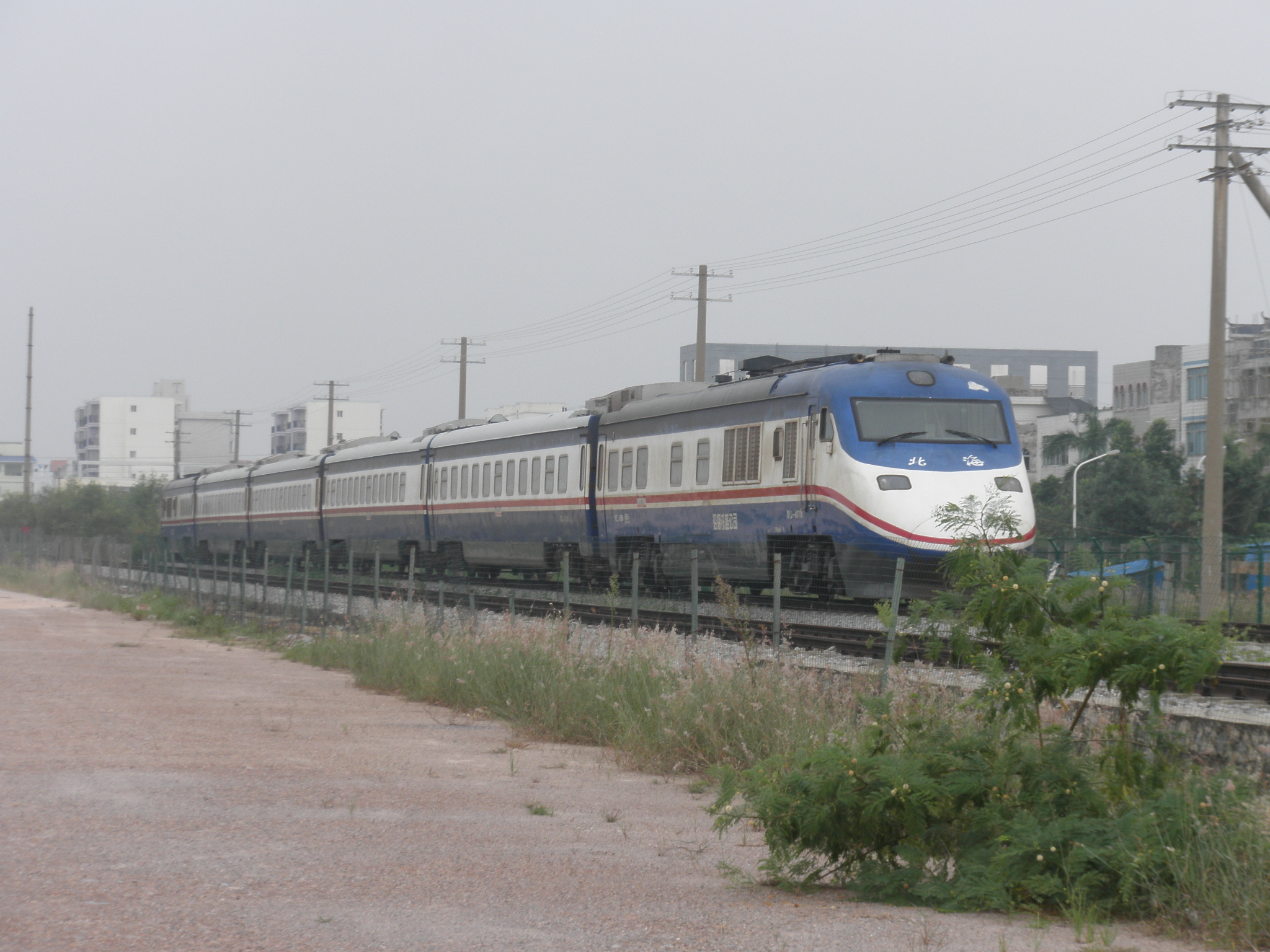
目前封存在北海客技站的北海号

### 神华集团
神华集团包神铁路于2000年订购一列，2001年7月交付，2002年8月开始运营神木北—包头的4695/6旅客列车。后运营神木北—东胜—万水泉南的7497/8次，因原制造厂无法继续为该列车提供维护，为安全起见，神华集团决定于2014年7月24日起，停运7497/8次内燃动车组旅客列车。

## 技术特点
NYJ1型动车组属于液力传动式单层柴油动车组，动车组的前后两端的动力车结构相同，中间为拖车，标准编组为两动四拖（mc+4T+mc），编组可以按用户需要调整，如果扩编为五辆或更多拖车，列车最高速度会降低。动车头部为流线型，车体为低高度鼓型断面，又采用电控气动自动塞拉门、密封式钢化玻璃窗、全密封折棚风挡、一体化玻璃钢厕所和卫生间。
动力车内部从前至后依次布置为司机室、动力室、冷却室、辅助发电室、配电室和客室。动力室内装有一台装车功率1000千瓦、美国卡特彼勒公司制造的3508B型柴油机。冷却室布置传动装置，采用与东方红3型柴油机车相同的SF2010型液力传动箱，上方布置冷却装置、一台33千瓦的起动辅助发电机、22千瓦的电动风泵机组。辅助发电室中设有一台200千瓦辅助柴油发电机组，用以向列车空调机组、电暖器、电茶炉、灯具等供电。配电室设有辅助发电机控制屏、空调控制屏、充电装置、烟火报警控制器、灭火器、轴温报警装置、塞拉门集控装置等。动力车后方为乘客客室，设置38个座位。
首尾两台动车采用微机电气重联控制，其控制系统完全相同，并相互联锁，尾车控制系统通过列车通讯网络接收头车操纵指令，同时操纵整列动车组；尾车的监控信息可以通过通讯网络在头车司机台显示，司机在头车上可以操纵两台动车的各个运作情况。列车控制与通信网络系统以美国芯科实验室公司（Silicon Laboratories）的C8051F040微控制器为核心，列车通讯网络按照TCN标准分为2级，第1级为绞线式列车总线WTB，实现车辆间的数据通信；第2级为多功能车辆总线MVB，主要实现同一车辆内各个功能控制单元之间的数据通信。

## 参看
- 韓國鐵道新村號型柴聯車
- 中国动车组列表
- NZJ型柴油动车组
- NZJ1型柴油动车组
- 神州号柴油动车组
- 金轮号柴油动车组
- NDJ3型柴油动车组
- 普天号柴油动车组
- 天驰号柴油动车组
- TSD09型柴油动车组